# Ängsälvor
Ängsälvor, även känd som Älvdansen, är en målning från 1850 av den svenske målaren Nils Blommér. Den föreställer ett romantiskt skymningslandskap med en grupp dansande älvor. I bakgrunden syns två ryttare och ännu längre bort skymtar Gripsholms slott. Målningen finns sedan 1919 på Nationalmuseum i Stockholm.
Målningen ingår i en tilltänkt svit som skulle skildra de svenska årstiderna. Ängsälvor var Blommérs skildring av våren. De övriga målningarna i sviten var Sommarkvällen, Näcken och Ägirs döttrar (hösten) och den endast planerade Asgårdsreia (vintern). Motivet i Älvdansen är inspirerat av en målning av Moritz von Schwind.
Tillsammans med August Malmströms Älvalek från 1866 har Ängsälvor haft stor betydelse för senare framställningar av älvor.